# Masatoshi Sako
Masatoshi Sako –em japonês, 佐古雅俊, Sako Masatoshi– (Iwakuni, 3 de maio de 1960) é um desportista japonês que competiu no ciclismo na modalidade de pista. Ganhou uma medalha de bronze no Campeonato Mundial de Ciclismo em Pista de 1989, na prova de keirin.

## Medalheiro internacional
| Campeonato Mundial | Campeonato Mundial | Campeonato Mundial | Campeonato Mundial |
| Ano                | Lugar              | Medalha            | Competição         |
| ------------------ | ------------------ | ------------------ | ------------------ |
| 1989               | Lyon ( França)     | Medalha de bronze  | Keirin (P)         |